# Alibek Aliev
Alibek Aliev, född 16 augusti 1996 i Machatjkala, Ryssland, är en svensk fotbollsspelare som spelar för Östers IF.

## Karriär
Aliev föddes i Ryssland och flyttade till Sverige vid fem års ålder. Han började spela fotboll i Bäckefors IF och spelade därefter i Vänersborgs FK. 2012 gick Aliev till IF Elfsborg.
I januari 2015 värvades Aliev av ryska CSKA Moskva, där han skrev på ett femårskontrakt. Den 28 augusti 2015 lånades Aliev ut till finländska FF Jaro. Aliev debuterade i Tipsligan den 29 augusti 2015 i en 1–0-förlust mot KTP, där han byttes in i den 60:e minuten mot Denis. I mars 2016 förlängdes utlåningen fram till 15 juli.
Den 25 juli 2016 lånades Aliev ut till GAIS. Den 21 augusti 2016 debuterade Aliev i Superettan i en 3–1-vinst över IFK Värnamo, där han byttes in i den 87:e minuten mot Dardan Rexhepi. I mars 2017 förlängdes utlåningen även över säsongen 2017. Efter säsongen 2017 återvände han till CSKA Moskva.
Fredagen den 9 februari 2018 blev han klar för Superettanlaget Örgryte IS. Kontraktet skrev på fyra år. I augusti 2018 lånades Aliev ut till Dalkurd FF över resten av säsongen. Den 1 augusti 2019 värvades han av Varbergs BoIS. Efter säsongen 2020 lämnade Aliev klubben.
I februari 2021 värvades Aliev av FC Trollhättan, där han skrev på ett ettårskontrakt. I december 2021 förlängde Aliev sitt kontrakt med två år. I juni 2023 förlängde han sitt kontrakt fram över säsongen 2024.
I slutet av januari 2024 presenterades Aliev som ny anfallare i Östers IF i Superettan, på ett kontrakt till och med säsongen 2025.